# Walter Staley
Pour les articles homonymes, voir Staley.
Walter Staley (né le 20 octobre 1932 à Saint-Louis (Missouri) et mort le 10 octobre 2010 à Mexico (Missouri)) est un cavalier américain.

## Biographie
Walter Staley est membre de l'équipe olympique des États-Unis de concours complet qui est médaillée de bronze aux Jeux olympiques d'été de 1952 à Helsinki.